# Alois Schwarz (chemik)
Alois Schwarz (19. června 1854 Dolní Kounice – 14. ledna 1928 Zlaté Hory) byl středoškolský učitel a chemik.

## Život
Po absolvování gymnázia v Brně vystudoval chemii na Německé vysoké škole technické v Brně.
Po ukončení studií byl do roku 1879 suplujícím profesorem chemie na reálce v Brně. V letech 1879 až 1902 byl řádným profesorem na reálce v Moravské Ostravě. Poté zde vedl německou dívčí střední školu; ta byla zřízena z jeho iniciativy a později jeho přičiněním získala statut reformované střední školy.
Kromě výuky se Schwarz věnoval dalšímu rozvoji výroby cukru, pivovarnictví a průmyslovému využití chladicích strojů. Studijní a výzkumné cesty jej zavedly do Paříže, Německa, Belgie, Anglie a Dánska. Studiemi a odbornými publikacemi vyplývajícími z těchto cest si získal mezinárodní renomé, zejména v pivovarnictví a v chladicí technice. Hrál klíčovou roli při pořádání četných výstav a kongresů, založil sdružení pro průmysl ledu a chlazení a byl vydavatelem časopisu sdružení pro průmysl ledu a chlazení a pivovarské revue. Téměř pět desetiletí byl spolupracovníkem Österreichischen Chemikerzeitung.